# 马泰娅·耶利奇
马泰娅·耶利奇（1997年12月23日—）是一名克罗地亚女子跆拳道运动员，家乡位于克宁。马泰娅在小学一年级时开始练习跆拳道。起初她加入了克宁当地的俱乐部，2016年，她移居至训练条件更好的斯普利特，加入Marjan跆拳道俱乐部。她的妹妹同样也是一名跆拳道选手。